# Angst (Apache 207)
Angst è un singolo del rapper tedesco Apache 207, pubblicato il 1º gennaio 2021.

## Video musicale
Il video musicale è stato reso disponibile il 31 dicembre 2020.

## Tracce
Testi di Volkan Yaman, musiche di Dominik Cortolezis, Furkan Duran, Joshua Allery, Laurin Auth e Rafael Schmitt.
1. Angst – 3:21

## Formazione
- Apache 207 – voce
- Lovus – produzione
- WorstBeatz – produzione
- Macloud – co-produzione, missaggio
- Miksu – co-produzione, missaggio
- Koen Heldens – mastering

## Classifiche

### Classifiche settimanali
| Classifica (2021) | Posizione massima |
| ----------------- | ----------------- |
| Austria           | 3                 |
| Germania          | 1                 |
| Svizzera          | 2                 |

### Classifiche di fine anno
| Classifica (2021) | Posizione |
| ----------------- | --------- |
| Germania          | 72        |